# Bruno de Finetti
Bruno de Finetti (Innsbruck, 13 de juny de 1906 – Roma, 20 de juliol de 1985) va ser un matemàtic i estadístic italià notable per la concepció "subjectiva operacional" de la probabilitat. L'exposició clàssica de la seva teoria es troba a La prévision: ses lois logiques, ses sources subjectives (1937).

## Biografia
De Finetti va néixer a Innsbruck, Àustria i estudià matemàtica al Politecnico di Milano. Treballà per la companyia d'assegurances de Trieste Assicurazioni Generali. Morí a Roma.

## Obra
De Finetti emfatitzà una inferència predictiva com a aproximació a l'estadística, i també és notable el Teorema de Finetti. De Finetti no va ser el primer a estudiar la intercanviabilitat, però va fer aquest tema més visible. El 1929, de Finetti introduí el concepte distribució de probabilitat divisible infinitament i també el diagrama de Finetti per grafiar les freqüències de genotip.
L'European Association for Decision Making atorga anualment un Premi De Finetti.